# Dactylopsylla pentachaeta
Dactylopsylla pentachaeta är en loppart som beskrevs av Prince et Stark 1951. Dactylopsylla pentachaeta ingår i släktet Dactylopsylla och familjen fågelloppor. Inga underarter finns listade i Catalogue of Life.